# Сенчук Євген Кузьмич
Сенчук Євген Кузьмич (31 травня 1916, с. Сокиринці Прилуцького району Чернігівської області — 28 червня 1969, м. Київ) — український авіаконструктор, лауреат Державної премії СРСР (1952), Ленінської премії (1962).

## Біографія
Народився в бідній селянській сім'ї. 73-річний батько Кузьма Степанович разом з 681 земляком був спалений живцем у лютому 1943 року у приміщенні Срібнянської школи. З чотирнадцяти років О.Є. Сенчук почав працювати. У 1931-1935 роках навчався у сільськогосподарському технікумі та на робітфаку.
У 1935 році вступив до Харківського авіаційного інституту, після закінчення якого у 1940 році отримав направлення до авіаційного заводу імені В. Чкалова у Новосибірськ. Працював у серійно-конструкторському відділі конструктором, начальником конструкторської бригади, провідним інженером.
У 1946 році переведений до щойно створеного в Новосибірську дослідно-конструкторського бюро (ДКБ) головного конструктора О. К. Антонова. З цією установою пов'язане все подальше життя Є. К. Сенчука. З 1952 року ДКБ О. К. Антонова працює в Києві. Є. К. Сенчук начальник конструкторської бригади, провідний конструктор, представник головного конструктора на серійному заводі, з 1957 року - заступник головного конструктора О. К. Антонова по серійних виробах.
Був провідним конструктором з будівництва та випробувань першого виробу ДКБ - багатоцільового літака Ан-2. Перша машина була зібрана на Київському авіазаводі в 1949 році. Понад 45 років тривало виробництво Ан-2, а деякі його модифікації випускаються дотепер. Також він брав участь у створенні транспортного турбогвинтового літака Ан-12.
Помер 28 червня 1969 року у Києві.

## Відзнаки і нагороди
За Ан-2 Є. К. Сенчуку присуджена Державна премія СРСР 1952 р., а в 1962 р. за участь у створенні транспортного турбогвинтового літака Ан-12 - Ленінська премія.
Нагороджений орденом "Знак Пошани" (1945, 1957), офіцерським хрестом ордена Відродження Польщі (1968), медалями.